# Nadeschda Ossipowna Puschkina

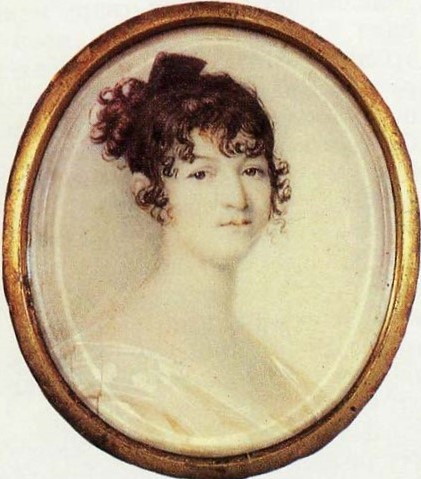
Nadeschda Ossipowna Puschkina,
1810 porträtiert von Xavier de Maistre

Nadeschda Ossipowna Puschkina (russisch Надежда Осиповна Пушкина, wiss. Transliteration Nadežda Osipovna Puškina; * 21. Junijul. / 2. Juli 1775greg.; † 17. Märzjul. / 29. März 1836greg. in Sankt Petersburg), die Mutter Alexander Puschkins, war die Tochter von Marija Alexejewna Puschkina (1745–1818) und Ossip Abramowitsch Hannibal (1744–1806).
Nadeschda wuchs bei der Mutter in der Petersburger Gegend auf, da sich ihr Vater schon kurz nach ihrer Geburt von ihrer Mutter getrennt hatte, sie für tot hatte erklären zu lassen, um im Gouvernement Pskow mit einer anderen Frau in Bigamie zu leben. Unterstützt wurden Nadeschda und ihre Mutter von Ossips Bruder, dem Generalzeugmeister Iwan Abramowitsch Hannibal, (1735–1801) und seinem Vater Abraham Hannibal. Die heranwachsende Nadeschda – sie sprach fließend Französisch – wurde von den Petersburger Gardeoffizieren die „schöne Kreolin“ beziehungsweise die „schöne Afrikanerin“ und in ihrer Wohnumgebung die „Mohrin“ genannt. Der Gardist Sergei Puschkin warb um die Cousine und wurde erhört. 1796 heirateten Nadeschda Hannibal und Sergei Puschkin in Petersburg. Das Paar bekam acht Kinder.
- Olga (1797–1868)
- Alexander (1799–1837)
- Nikolai (1801–1807)
- Lew (1805–1852)
- Sofja (Januar – September 1809)
- Pawel (Juli – Dezember 1810)
- Michail (* 1811)
- Platon (1817–1819)

Ihre letzte Ruhe fand Nadeschda auf dem Friedhof des Mariä-Entschlafens-Klosters in Puschkinskije Gory.